# Listă de filme franceze din 1911
Aceasta este o listă de filme franceze din 1911:
| Titlu                                 | Regizor         | Actori                                                     | Gen   | Note |
| ------------------------------------- | --------------- | ---------------------------------------------------------- | ----- | ---- |
| L'Abîmee                              | Georges Denola  | Mistinguett, Jean Dax                                      | Short |      |
| The Academy Boy                       |                 |                                                            |       |      |
| L'Accident                            |                 |                                                            |       |      |
| An Aerodynamic Disaster               |                 |                                                            |       |      |
| L'Affaire d'Excelsior Park            |                 |                                                            |       |      |
| Africa                                |                 |                                                            |       |      |
| Agénor, cavalier de deuxième classe   |                 |                                                            |       |      |
| Ah! Quel plaisir d'avoir un chien!    |                 |                                                            |       |      |
| A Loner at Night                      |                 |                                                            |       |      |
| An Amateur Skater                     |                 |                                                            |       |      |
| The Ambitious Bootblack               |                 |                                                            |       |      |
| L'Amie de l'orphelin                  |                 |                                                            |       |      |
| Les Aventures de baron de Munchhausen | Georges Méliès  |                                                            | Short |      |
| La Digue                              | Abel Gance      | Robert Lévy, Paulette Noizeux, Pierre Renoir, Jean Toulout | Short |      |
| L'Inutile Sacrifice                   | Clément Maurice |                                                            |       |      |